# Midway (Kentucky)
Midway es una ciudad ubicada en el condado de Woodford en el estado estadounidense de Kentucky. En el Censo de 2010 tenía una población de 1641 habitantes y una densidad poblacional de 596,6 personas por km².

## Geografía
Midway se encuentra ubicada en las coordenadas 38°9′19″N 84°40′45″O / 38.15528, -84.67917. Según la Oficina del Censo de los Estados Unidos, Midway tiene una superficie total de 2.75 km², de la cual 2.75 km² corresponden a tierra firme y (0.09%) 0 km² es agua.

## Demografía
Según el censo de 2010, había 1641 personas residiendo en Midway. La densidad de población era de 596,6 hab./km². De los 1641 habitantes, Midway estaba compuesto por el 90.25% blancos, el 6.76% eran afroamericanos, el 0.06% eran amerindios, el 0.37% eran asiáticos, el 0.12% eran isleños del Pacífico, el 0.61% eran de otras razas y el 1.83% pertenecían a dos o más razas. Del total de la población el 1.95% eran hispanos o latinos de cualquier raza.